# Radioaktiv malm
En radioaktiv malm är en malm som innehåller radioaktiva mineraler, vilket exempelvis inkluderar grundämnena 238U, 235U och 232Th.